# Klanting
Klanting is een bestuurslaag in het regentschap Lumajang van de provincie Oost-Java, Indonesië. Klanting telt 3984 inwoners (volkstelling 2010).